# James Gladstone

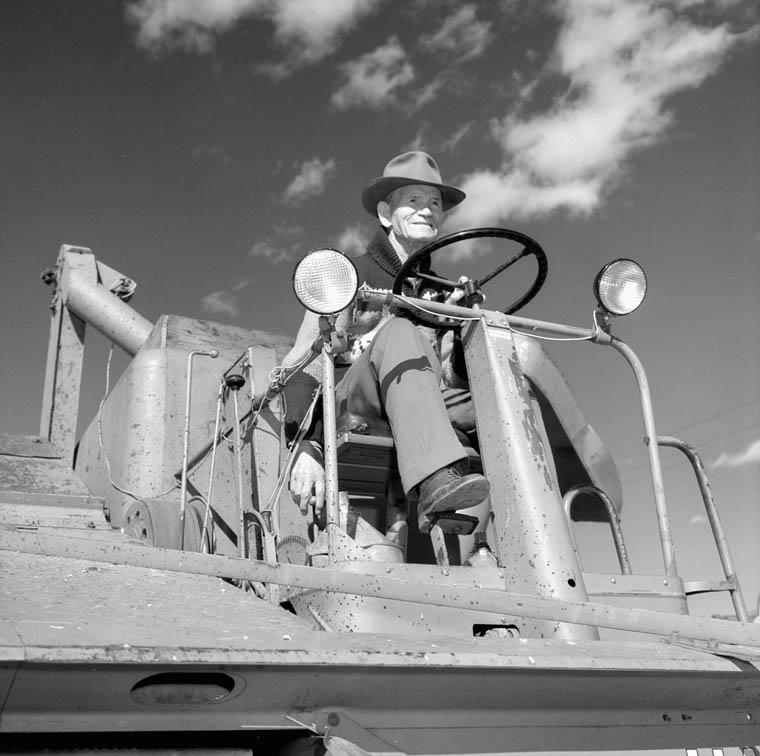
James Gladstone, auf einem Mähdrescher sitzend (1958)

James Gladstone (oder Akay-na-muka: „Viele Gewehre“; * 21. Mai 1887 in Mountain Hill, Nordwest-Territorien; † 4. September 1971 in Fernie, British Columbia) war ein kanadischer Politiker und Landwirt. Er war der erste Vertreter der First Nations (Indianer), der zum Senator ernannt wurde.

## Biografie
Gladstone war ein Cree von Geburt, wurde aber von den Kainai aufgenommen, in deren Reservat er geboren worden war (die auch als Blood bezeichneten Kainai gehören zu den Blackfoot). Bis 1903 besuchte er eine anglikanische Missionsschule, danach erlernte er an der „Indianischen Industrieschule“ in Calgary den Beruf des Druckers. 1905 kehrte er in sein Reservat zurück, wo er als Übersetzer arbeitete. Auf umliegenden Ranches fand er zusätzlich Arbeit als Viehtreiber. 1911 schloss er sich der Royal Canadian Mounted Police an, für die er als Kundschafter, Übersetzer und Postbote tätig war.
Später baute Gladstone zusammen mit seinen Söhnen einen Viehzuchtbetrieb auf. Zu Beginn der 1920er Jahre führte er den ersten Traktor im Reservat ein und überzeugte die Kainai, auf moderne Formen der Landwirtschaft und Viehzucht umzusteigen. Im Interessenverband Indian Association of Alberta (IAA) vermittelte er zwischen zerstrittenen Gruppen und nahm als Direktor eine führende Stellung ein. Der IAA stand er von 1950 bis 1953 sowie von 1956 bis 1957 als Präsident vor. Mehrmals weilte er in der Hauptstadt Ottawa zu Verhandlungen über die Revision des Indian Act.
Am 31. Januar 1958 wurde Gladstone von Premierminister John Diefenbaker zum ersten indianischen Vertreter im Senat ernannt, zwei Jahre bevor sämtliche Indianer und Inuit das uneingeschränkte Wahlrecht erhielten. Im Parlament setzte er sich als unabhängiger Konservativer für die Verbesserung der Lebensbedingungen der Ureinwohner ein. Gladstone trat am 31. März 1971 zurück. Sechs Monate später starb er im Alter von 84 Jahren.